# Lenín de Jesús
Lenín Fernando de Jesús Borja [Lenín Fernando de Chesús Borcha] (* 25. června 1979, Ibarra, Ekvádor, zkráceně znám jako Lenín de Jesús) je ekvádorský fotbalový útočník, který působí v ekvádorském klubu CA Tulcán.
Během své hráčské kariéry prošel řadou klubů v Ekvádoru. Začínal v SD Aucas, poté následovaly týmy CD Cuenca, Universidad Católica, SD Quito, CD ESPOLI (klub policejní akademie v Quitu), CD Olmedo, Imbabura SC, LDU Loja, Pilahuin Tío SC, CA Tulcán.